# Supercoupe d'Italie de football de troisième division
La Supercoupe d'Italie de football D3 est une compétition de football italien créée en 2000. Se déroulant en match aller-retour, elle oppose les champions sortants du groupe A et du groupe B de la Ligue Pro Première Division.
Le nom  de la compétition est Supercoppa di Lega di Prima Divisione. De 2000 à 2005, il s'agit de Supercoppa di Lega di Serie C puis Supercoppa di Lega di Serie C1 de 2006 à 2008.
À partir de la saison 2014-2015, avec la réforme, la formule de compétition passe à une formule triangulaire entre les premiers des trois groupes du championnat. À partir de la saison 2017-2018, à l'occasion du changement de nom du troisième niveau du championnat italien de football de Lega Pro en Serie C, la compétition prend le nouveau nom de Supercoppa Serie C.
En raison de la pandémie de COVID-19, l'édition 2020 a été annulée et donc non attribuée. Le tournoi est de retour pour l'édition 2021.

## Palmarès
| Édition | Vainqueur          | Score cumulé     | Finaliste                    | Aller | Retour |
| 2000    | AC Sienne          | 2-1              | FC Crotone *                 | 1-1   | 1-0    |
| 2001    | Modène FC          | 5-1              | US Palerme *                 | 1-2   | 3-0    |
| 2002    | Ascoli Calcio *    | 2-2              | AS Livourne                  | 1-0   | 2-1    |
| 2003    | FC Trévise *       | 2-2 (9-8 t.a.b)  | AS Avellino                  | 0-2   | 0-2    |
| 2004    | AC Arezzo *        | 4-0              | US Catanzaro                 | 3-0   | 0-1    |
| 2005    | Rimini Calcio *    | 9-4              | US Cremonese                 | 5-2   | 2-4    |
| 2006    | Spezia Calcio *    | 1-1              | SSC Naples                   | 0-0   | 1-1    |
| 2007    | US Grosseto        | 2-1              | Ravenne Calcio *             | 1-1   | 1-0    |
| 2008    | US Sassuolo *      | 1-1 (5-4 t.a.b.) | Salerno Calcio               | 0-1   | 0-1    |
| 2009    | Gallipoli Calcio * | 2-1              | AC Cesena                    | 0-0   | 1-2    |
| 2010    | Novare Calcio      | 5-4              | Calcio Portogruaro-Summaga * | 1-3   | 2-3    |
| 2011    | ASG Nocerina       | 2-1              | AS Gubbio *                  | 1-1   | 1-0    |
| 2012    | Spezia Calcio      | 2-1              | Ternana Calcio *             | 0-0   | 2-1    |
| 2013    | AS Avellino *      | 3-3              | Trapani Calcio               | 1-1   | 2-2    |
| 2014    | AC Perugia         | 4-2              | Virtus Entella               | 1-1   | 3-1    |

Légende
Astérisque = Match aller à domicile. En 2013, l'Avellino gagne grâce au meilleur nombre de buts marqué à l'extérieur.

### Supercoppa Serie C
| Édition | Vainqueur          | Finaliste 1          | Finaliste 2            |
| 2015    | Novare Calcio      | Teramo Calcio (1-1)  | Salernitana (2-3)      |
| 2016    | S.P.A.L.           | AS Cittadella (1-3)  | Benevento Calcio (1-4) |
| 2017    | Calcio Foggia 1920 | US Cremonese (1-3)   | Venise FC (2-4)        |
| 2018    | Calcio Padoue      | US Livourne (1-5)    | US Lecce (0-1)         |
| 2019    | Pordenone Calcio   | Virtus Entella (0-0) | Juve Stabia (0-3)      |
| 2020    | édition annulée    | édition annulée      | édition annulée        |
| 2021    | Ternana Calcio     | Côme 1907 (0-3)      | AC Perugia (0-1)       |

Légendeentre parenthèses le score contre le vainqueur

## Sources
- (it) Cet article est partiellement ou en totalité issu de l’article de Wikipédia en italien intitulé « Supercoppa di Lega di Prima Divisione » (voir la liste des auteurs).